# Олстед, Рене
Ребе́кка Рене́ О́лсте́д (англ. Rebecca Renée Olstead; 18 июня 1989, Кингвуд, Хьюстон, США) — американская актриса, певица.

## Карьера
Рене Олстед родилась в 1989 году. Имеет норвежское происхождение. Начала карьеру актрисы в 1995 году.
В 2002—2006 года Рене играла роль Лорен Миллер в телесериале «Непослушные родители», за которую получила номинацию (2003) и награду (2006) премии «Молодой актёр».
С 2008 года Рене играет роль Мэдисон Куперштейн в телесериале «Тайная жизнь американского подростка».
В 2015 году Рене снялась в фильме «Убрать из друзей» в роли Джесс.

## Личная жизнь
13 сентября 2014 года вышла замуж за пианиста Томми Кинга.

## Фильмография
| Год       |    | Русское название                     | Оригинальное название                    | Роль               |
| --------- | -- | ------------------------------------ | ---------------------------------------- | ------------------ |
| 1994—2003 | с  | Прикосновение ангела                 | Touched By An Angel                      | Битс               |
| 1995      | мс | Улицы Ларедо                         | Streets Of Laredo                        | Марси Фант         |
| 1999      | ф  | Конец света                          | End Of Days                              | Эми Кейн           |
| 2002      | ф  | Хуже не бывает                       | Scorched                                 | Гёрлскаут          |
| 2002—2004 | с  | Шпионки                              | She Spies                                | Эми Диворнак       |
| 2002      | с  | My Guide To Becoming a Rock Star     | Оригинальное название неизвестно         | Сельма             |
| 2004      | ф  | Из 13 в 30                           | 13 Going On 30                           | Бекки              |
| 2007      | ф  | Сладкие 16: Кино                     | Super Sweet 16: The Movie                | Sky Storm          |
| 2007      | ф  | Друг cемьи                           | Point Of Entry                           | Мелинда            |
| 2008—2012 | с  | Тайная жизнь американского подростка | The Secret Life of the American Teenager | Мэдисон Куперштейн |
| 2011      | ф  | Шикарное кольцо                      | The Bling Ring                           | Эйприл             |
| 2012      | ф  |                                      | The Monogamy Experiment                  | Рени Рамрок        |
| 2013      | ф  | Полуночная игра                      | The Midnight Game                        | Кейтлин            |
| 2014      | ф  |                                      | Work Mom                                 | Хизер              |
| 2015      | ф  | Убрать из друзей                     | Unfriended                               | Джесс              |
| 2015      | ф  | Контракт на убийство                 | The Murder Pact                          | Аннабель           |
| 2016      | тф |                                      | Cozmo's                                  | Калли              |
| 2017      | ф  | Одичавшие                            | Feral                                    | Бриэнн             |
| 2018      | ф  |                                      | Bachelor Lions                           | Эвелин Росс        |

## Дискография
- Stone Country (2000)
- Unleashed (2000)
- By Request (2002)
- Renee Olstead (2004)
- The Princess Diaries 2: Royal Engagement (2004)
- Kit Kittredge: An American Girl (soundtrack) (2008)
- Skylark (2009)
- A Tribute to Billie Holliday (various artists) (2009)
- Without You-EP (2014)